# Beyond the Black Rainbow
Beyond the Black Rainbow è un film del 2010 diretto da Panos Cosmatos, al suo debutto nella regia di un lungometraggio, e presentato al Whistler Film Festival e poi al Tribeca Film Festival.

## Trama
Negli anni '60, Mercurio Arboria fondò l'Arboria Institute, una struttura di ricerca New Age dedicata alla ricerca di una riconciliazione tra scienza e spiritualità, consentendo agli esseri umani di entrare in una nuova era di "Serenità attraverso la tecnologia" e felicità perpetua. Ora, nel 1983, il lavoro di Arboria è stato da tempo rilevato dal suo protetto, il dottor Barry Nyle. Esteriormente uno scienziato affascinante, Nyle è uno psicopatico che tiene Elena, una giovane ragazza, prigioniera nei livelli inferiori dell'istituto. Poiché in questo luogo non c'è luce solare o senso del tempo, la struttura funziona in "Modalità giorno" e "Modalità notte". Elena comunica solo attraverso la telepatia e dimostra capacità psichiche, che Nyle sopprime utilizzando un dispositivo luminoso e prismatico situato da qualche parte nelle viscere dell'istituto, da dove emana un ronzio profondo e ronzante.
Nel tentativo di comprendere le capacità di Elena, Nyle la sottopone a sessioni quotidiane di "terapia", durante le quali Elena implora di vedere suo padre, ma Nyle le dice che è molto malata e "non pronta" per il mondo. Di notte, Elena viene tenuta nella sua stanza, dove usa le sue capacità psichiche per guardare di nascosto programmi televisivi attraverso un monitor video nel muro. Nyle trascorre le notti a casa con sua moglie Rosemary, una donna docile che sembra essere in uno stato di stupore indotto dalla marijuana, ma sembra prendersi sinceramente cura di Nyle nonostante la sua mancanza di tenerezza nei suoi confronti. Nyle prende quantità significative di farmaci da prescrizione, sorridendo al suo folle riflesso nello specchio del bagno.
Tentando di suscitare una risposta emotiva da Elena, Nyle parla della madre morta, che definisce "bella" e "desiderabile". Lui suggerisce che una sua foto potrebbe essere nella stanza di Elena, che lei scopre poi sotto il letto.
Quella sera, l'infermiera di Elena, Margo, scopre gli appunti del caso di Nyle riguardanti Elena in una rientranza nascosta nel muro, trovando strani simboli e immagini che indicano la violenta ossessione sessuale di Nyle per Elena. Temendo ciò che contengono gli appunti, Margo li rimette a posto. Successivamente, Nyle riceve una telefonata misteriosa e torna di corsa all'Istituto dove scopre la cenere della sigaretta di Margo vicino agli appunti del caso. Nyle prende una droga psichedelica per calmarsi.
Sospettoso di Margo, Nyle la informa che Elena ha introdotto un oggetto di contrabbando nella sua stanza. Margo successivamente molesta e insulta verbalmente Elena, distruggendo la foto, e Nyle disattiva il dispositivo soppressore. Elena la uccide telecineticamente facendole esplodere il cervello attraverso gli occhi. Nyle, dopo aver monitorato questi eventi, è incuriosito da questa palese dimostrazione di abilità psichica ed è felice della morte di Margo. Permette ad Elena di lasciare la sua cella e riattiva il prisma, inducendole convulsioni e facendola cadere a terra. Nyle quindi rilascia un gas anestetico nella struttura. Mentre Elena giace priva di sensi, Nyle evoca elettronicamente un'entità con una tuta ambientale rossa con elmetto (identificata come un "Sentionauta"), che inietta un dispositivo di localizzazione nel collo di Elena prima di riportarla a letto e rimuovere ogni traccia del cadavere brutalizzato di Margo.
Nyle va a trovare Arboria in un'altra area dell'istituto. Mostrando segni di senilità e dipendenza dalla droga, Arboria non riconosce la psicosi di Nyle, considerandolo il suo miglior protetto. Un flashback del 1966 rivela che la madre di Elena era la moglie di Arboria, Anna, che era presente quando Arboria condusse un giovane Nyle attraverso una procedura intesa a consentirgli di raggiungere la trascendenza. Come parte della procedura, Nyle fu immerso in una vasca di liquido nero e sperimentò visioni ultraterrene e infernali. Nyle è emerso pazzo e ha ucciso Anna. Imperturbabile, Arboria immerse la piccola Elena nel liquido nero. Nel "presente" del 1983, Nyle uccide Arboria somministrandogli un'overdose fatale di droga, che Elena sperimenta tramite collegamento telepatico con suo padre.
Nyle torna a casa, mentre una televisione trasmette un discorso del presidente Reagan. Rivela di mascherare la sua completa mancanza di capelli e le sue iridi nere con una parrucca elaborata e lenti a contatto. Presentandosi a sua moglie senza questi apparecchi e vestito con uno strano abito nero, dichiara il suo primato come essere evoluto da "Beyond the Black Rainbow" e spinge i suoi pollici nelle orbite di Rosemary, uccidendola.
Nel frattempo, Elena fugge, dopo aver usato i suoi poteri psichici per rendersi invisibile al prisma. Prende un ascensore, sfugge a un Sentionauta e attraversa un profondo condotto di ventilazione durante il suo viaggio verso l'alto attraverso l'Istituto Arboria. Lungo la strada, incontra ed evita per un pelo un umanoide mostruoso e legato mentre la sua difesa contro il soppressore fallisce brevemente. Quando arriva a un livello superiore, si confronta con un altro Sentionauta, che influenza con la sua telepatia, spingendolo a rimuovere la visiera dell'elmo per rivelare un volto mutato e infantile. Arrivando in una sala del personale, Elena scopre che nessun'altra persona sembra lavorare presso l'istituto. Passeggiando per i "giardini pluripremiati" dell'Arboria Institute arriva fuori dalle mura e vede il cielo notturno per la prima volta nella sua vita.
Nyle, avendo finalmente abbandonato la pretesa di umanità, sciolto il suo ultimo contatto con il mondo materiale e brandendo un pugnale cerimoniale che chiama "La lacrima del diavolo", torna all'istituto e scopre che Elena se n'è andata. Tira fuori un ricevitore transponder e se ne va. Mentre insegue Elena attraverso le aree boscose che circondano l'istituto, incontra una coppia di "heshers", che uccide dopo aver insistito che uno di loro avesse fatto sesso con Elena.
Dopo averla localizzata utilizzando l'impianto di localizzazione, Nyle alla fine mette all'angolo Elena in una radura e la implora ripetutamente di andare da lui. Elena usa le sue capacità psichiche per mantenere i piedi di Nyle piantati a terra e mentre cerca di avvicinarsi a lei, Nyle cade, sbatte la testa contro una roccia e muore sul colpo. Libera dal suo rapitore, Elena si ritrova in una strada di periferia, guidata dalla luce generata da un televisore.
Una scena post-crediti rivela una action figure del Sentionauta, apparentemente nella camera da letto di un bambino.